# Клан Адам
Клан Адам (шотл. – Clan Adam, Clan MacAdam) – МакАдам - один з рівнинних кланів Шотландії. Клан нині не має визнаного герольдами вождя, тому називається в Шотландії «кланом зброєносців».  
Гасло клану: Crux Mihi Grata Quies – Хрест дасть мені відпочинок.
Землі: Селище Брер-Адам, Кінроссшир.

## Історія клану Адам
Ім’я Адам було дуже популярне в Шотландії в XIV столітті, тому прізвища, похідні від імені Адам дуже поширені в Шотландії і зустрічаються серед різних кланів. Перша згадка про клан Адам чи МакАдам в історичних документах датується 1196 роком і стосується абатства Купар (шотл. – Cupar), що на південь від Мелроуз. 
Адам мак Адам був одним із свідків у грамоті Вільяма Брюса наданої Адаму Карлайлу щодо земель (шотл. – Kynemund) у 1194 – 1214 роках. Ан Адам був абатом в Ньюбаттл у 1201 році. Адам Леннокс був відомим шотландським ченцем. 
Ендрю Адам був одним з людей Ленарка, хто був зобов’язаний платити частину викупу короля Якова І. 
До клану Адам  належали дві відомих в Шотландії людини:
- Роберт Адам (1728 - 1792) – визначний архітектор, на думку багатьох спеціалістів – найвидатніший архітектор XVIII століття. Працював в стилі неокласицизму.
- Вільям Адам (1751 - 1839) – член Британського парламенту, суддя.

Прізвища Адам, Адамсон, Адамс виникли від різних людей на ймення Адам і були популярні по всій Шотландії. Тому визначення належності різних людей з подібними прізвищами до клану Адам вимагає географічних та генеалогічних досліджень. У Шотландії мова населення змінювалась – спочатку піктська та бритська мови були витіснені гельською мовою ірландського походження, потім гельська мова була витіснена англійською. Зі зміною мов і діалекту змінювались і прізвища похідні від імені Адам. Різні форми цього прізвища почали асоціюватися з різними кланами. Вважається, що прізвища Адамс, Адіс, Едіс виникли в клані Гордон, чий предок – Адам де Гордон володів землями в Берікширі у XIII столітті. Ейсони та Ессони пов’язані походженням з кланом Хаттан. Прізвище виникло внаслідок сполучення слів Yes та Adam. Але назва клану і прізвище Адам виникло вперше саме в рівнинній, а не в гірській Шотландії. Документи з прізвищем та назвою клану Адам датуються ще XII – XIII століттями. Клан Фергюссон Балмакрах Стратардл був відомий як клан МакАді. Але подібні прізвища носили люди і з інших кланів, далеких від клану Фергюссон. Прізвище Адам фіксувалося у різних землях Шотландії. Чимало емігрантів у Новий Світ походили від цих людей або брали прізвище як «син Адама». У Сполучених штатах Америки  є відома династія Адамсів. З цієї династії вийшли два президенти – Джон Адамс (1797 – 1801) та Джон Квінсі Адамс (1825 – 1829) – вказано роки президентства. Ця династія походить від Джозефа Адамса родом з селища Бартон-Девід в Соммерсетширі, звідки від емігрував до американських колоній у XVII столітті.